# Свети Феликс от Канталиче (Браниполе)
„Свети Феликс от Канталиче“ е християнска църква в село Браниполе, България, част от Софийско-пловдивската епархия на Римокатолическата църква. Църквата е била част от едноименния образцов чифлик на епархията.

## История на образцов чифлик „Св. Феликс“
През 1856 г. за издръжката на епархията eпископ Андреа Канова закупува земя в землището на село Алханово. Така започва да се формира чифлик първоначално известен като владишкото имение. С годините епархията закупува съседни ниви и така до средата на XX век имението разполага с 1260 дка плодородна земя в землището на Алханово и съседното село Коматево. Oт приходите на имението се издържат редица църковни и социални институции в епархията. Имението е разположено в подножието на Родопите и има полупланинския климат. Поради това то е използвано като санаториум за лечение и възстановяване на болни духовници. Имението се управлява от духовниците на епархията. Отец Амброзий Комаров управлява имението от 1917 до 1925 г. 
На територията на чифлика са намерени фрагменти от плочи с гравюри и други следи от тракийската култура, които отците предават на Педагогическия музей към френския католически колеж в Пловдив. След закриване на музея, те се съхраняват в Археологическия музей в град Пловдив.
Между двете световни войни земеделието в чифлика е модернизирано. Построена е мелница, закупена е вършачка и друга земеделска техника. Отец Франческо Галони прави опити да открие Аграрно училище с италианско финансиране в землището на имението.
Мелницата е конфискувана през 1947 г. по Закона за национализацията. По-късно имотът е напълно отчужден.
След политическите промени през 1989 г. собствеността на земеделската земя е възстановена на църквата в идеални граници. Земята на парка, под детската градина и под здравната служба в центъра село Браниполе стават собственост на епархията. През октомври 2017 г. се стига до споразумение за размяна, с което ще се даде възможност общината да изгради нова детска градина.

## История на храма
За обработка на земята в имението са идвали цели семейства от селата Балтаджии и Калъчлии – днес квартали на град Раковски. За нуждите на католиците работещите в чифлика през 1900 г. на територията на именито е издигната католически молитвен дом „Свети Феликс от Канталиче“, който е затворен през 1950-те години.
Отец Йосиф Тончев е енорист в храма по време на арестуването му. На 6 юни 1952 г. в Пловдив е организиран съдебен процес и е осъден е на смърт. През 1974 г. при ремонта на храма „Свети Роко” в съседното селище Коматево отец Петър Изамски, отговарящ за двата храма, разменя олтарите им поради липса на средства за изработка на нов олтар. При размяната се налага модификация на оригиналния олтар от Браниполе, с което е загубена идеята на първоначалната дърворезба.
През юли 1996 г. отец Петър Кьосов, мирски свещеник от Софийско-пловдивската епархия, започва да служи в храма „Св. Дух” в кв. „Тракия” на град Пловдив. От следващата година това отец Петър започва да служи и в храма в Браниполе. Службите са веднъж в годината - на храмовия празник - 18 май, денят на коларите. По традиция този ден е бил празникът или съборът на селото. В селото е имало много развито коларството. Така всяка година на 18 май католици от Пловдив, привързани към храма, се събират в него с желание да запазят традицията, свързана с празника на коларите. В храма и до днес се съхраняват мраморни плочи с имената на по-известните колари от селото. Последната служба и отбелязване на празника на коларите в храма е на 18 май 2001 г. Малко след това след решение на епископията, храмът не е действащ. По това време в селото има само една жена с католическо вероизповедание.
През горния период отец Петър поръчва изработка на дублаж на картината на св. Феликс, рисувана през XVIII в. от италиански художник. Оригиналната картина е била на главния олтар в храма, но преместена на тавана през 1950-те. Дублажът е дело на реставратора Ваня Христева. Любопитното за новата картина е, че за лицето на светеца за образец е използвано лицето на отец Йосиф Тончев, последният енорист в църквата преди затварянето ѝ през 1950-те години. След второто затваряне на храма през 2001 г. дублажът е пренесен в храма „Свети Дух”. От храма в Браниполе все още са запазени камбаната и хармониумът. Сега те се намират в църквата „Св. Дух”.